# Espinha ilíaca anterossuperior
A espinha ilíaca ântero-superior (ou espinha ilíaca anterior superior) é um ponto importante na anatomia de superfície do corpo humano. Se refere à extremidade anterior da crista ilíaca da pelve (margem superolateral da pélvis maior), local de inserção do ligamento inguinal e do músculo sartório.
A espinha é uma dica para identificarmos outras marcas do corpo, incluindo:
1. ponto de McBurney (região do apêndice, entre o umbigo e a espinha ilíaca ântero-superior)
2. linha de Gardner
3. ligamento inguinal

## Imagens adicionais

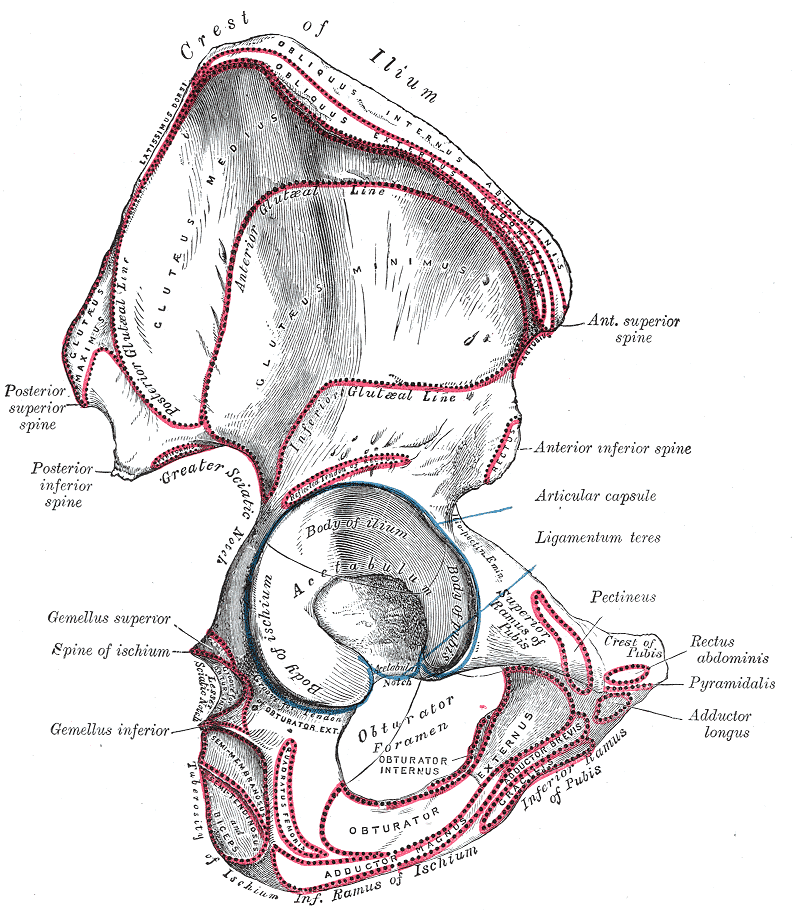
Osso do quadril direito. Superfície externa
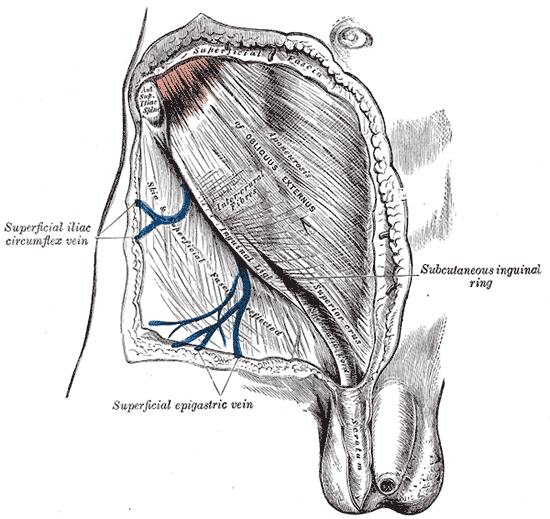
Anel inguinal superficial